# Godefridus Petrus Smis
Godefridus Petrus Smis (Amsterdam, 10 november 1898 – 10 augustus 1969) was een Nederlands romanschrijver.
Als 15-jarige was hij reeds werkzaam bij een Jordanees smidsbedrijf. Op 4 januari 1929 pleegde hij een aanslag op zijn eerste echtgenote, Johanna Maria de Rooij, met wie hij in 1928 was getrouwd. Hiervoor kreeg hij anderhalf jaar gevangenisstraf. Na mei 1940 werd hij lid van de Nationaal-Socialistische Beweging (NSB). Vanaf december 1941 sprak hij vele malen voor de genazificeerde Nederlandsche Omroep en zo kreeg hij bekendheid als de proletarische tegenhanger van de meer beschaafde Max Blokzijl. In april 1944 werd hij verpleegd in een psychiatrische afdeling van het Amsterdamse Westergasthuis wegens tijdelijke verstandsverbijstering.
Onder de naam G.P. Smis publiceerde hij in 1939 zijn debuutroman Het spionnetje. Behalve de lagere school had hij geen verdere scholing ontvangen. Zijn literaire werk weerspiegelt zijn gebrekkige opleiding in aanzienlijke mate. Hij laat de figuren uit zijn romans een sappig Amsterdams, liever: Jordanees taaltje spreken. De dialogen van zijn romans waren in fonetische vorm weergegeven en om het de lezer niet al te moeilijk te maken, werd ook een woordenlijst van specifiek Jordanese termen en uitdrukkingen gegeven. In 1941 verscheen zijn tweede roman, Wonde plekken geheten, bij George Kettmanns nationaalsocialistische uitgeverij De Amsterdamsche Keurkamer (DAK). Weer een jaar later, in 1942, verscheen (opnieuw bij DAK), zijn derde roman: De smederij bij den Westertoren. Dit boek is duidelijker nationaalsocialistisch dan de twee voorafgaande. In 1943 werd Smis uit de NSB gezet wegens zijn criminele verleden en wegens zijn in NSB-kringen als omstreden bekendstaande gedrag.
Na de Tweede Wereldoorlog werd hij gearresteerd en toen kwam er een voor hem zeer onverkwikkelijke zaak naar boven. In september 1942 had Smis vijf ondergedoken Joden aangegeven bij de Amsterdamse politiecommissaris voor Joodsche Zaken, Dahmen von Buchholz. Deze had de onderduikers gearresteerd en van de vijf personen hadden slechts twee de oorlog overleefd. Voor dit verraad en ook voor de majesteitsschennis in zijn boek De smederij bij den Westertoren werd hij veroordeeld tot zes jaar gevangenisstraf met een daarop volgende terbeschikkingstelling van de Regering. In 1951 kwam hij vrij. In 1955 publiceerde de Antwerpse uitgeverij P. Vink zijn roman Het nieuwe spionnetje.